# Boeing 727
Le Boeing 727 est un avion de ligne triréacteur à fuselage étroit conçu et construit par Boeing Commercial Airplanes entre le début des années 1960 et 1984. Selon les versions, il peut emporter de 149 à 189 passagers et les derniers modèles peuvent voler sur une distance de 5 000 km. Destiné aux vols court et moyen-courriers, le 727 peut être utilisé depuis des pistes relativement courtes sur de petits aéroports. Sa motorisation consiste en trois turboréacteurs Pratt & Whitney JT8D montés à l'arrière, un de chaque côté du fuselage et le troisième dans la partie arrière du fuselage et dont l'entrée d'air se situe à la base de la dérive. Le 727 est le seul triréacteur commercial conçu par Boeing, les autres étant des quadriréacteurs (707 et 747) ou des biréacteurs (717, 737, 757, 767, 777, 787).
Le 727 fait suite au quadriréacteur 707 dont il partage le cockpit et le lobe supérieur du fuselage. Le 727-100, première version de l'avion, effectue son premier vol en février 1963 et entre en service avec Eastern Air Lines en février 1964 ; le 727-200, rallongé, vole en juillet 1967 et entre en service avec Northeast Airlines en décembre suivant. Le 727, exploité sur les réseaux intérieurs des compagnies aériennes, devient un pilier du transport aérien et il est également utilisé sur des itinéraires internationaux. En plus des versions destinées au transport de passagers, des versions cargo et combi sont également construites.
Le pic de production est atteint en 1968 avec 160 appareils livrés cette année-là ; le dernier 727 est construit en 1984. Au total, Boeing reçoit 1 831 commandes pour son 727, le principal client étant United Airlines avec 281 avions commandés, suivi par American Airlines (167) et Eastern Air Lines (163). En raison des réglementations sur les nuisances sonores aux abords des aéroports, plusieurs 727 ont dû être équipés de silencieux (« Hush kits ») ou kits anti-bruit. Depuis sa mise en service, le 727 a été impliqué[Quand ?] dans 118 accidents. En juillet 2019, seulement 40 appareils sont encore en service, exploités par 21 compagnies, en plus de quelques autres utilisés par les gouvernements et des utilisateurs privés.
Les successeurs du 727 comptent certaines versions du 737 ainsi que le 757-200.

## Développement

### Origines
La conception du 727 est le résultat d'un compromis entre United Airlines, American Airlines, et Eastern Air Lines, chacun faisant part de ses exigences pour un avion de ligne à réaction. Par rapport au 707, le 727 est destiné à desservir des villes plus petites, à transporter moins de passagers et à décoller et atterrir depuis des pistes plus courtes. United Airlines souhaite un quadrimoteur pour ses vols à destination d'aéroports situés en altitude, en particulier sa plateforme de correspondance de l'aéroport international Stapleton, situé à Denver, dans le Colorado. American Airlines, qui exploite alors les Boeing 707 et 720, demande un biréacteur pour des raisons d'efficacité. Quant à Eastern Air Lines, la compagnie voudrait un troisième moteur pour pouvoir opérer des vols vers les Caraïbes, puisqu'à cette époque, les vols commerciaux effectués avec des biréacteurs sont limités à des itinéraires ne s'éloignant pas à plus de 60 minutes de vol d'un aérodrome ; avec les règles ETOPS, cette limite passera à 120, 180 minutes, voire plus pour certains avions. Finalement, les trois compagnies se mettent d'accord pour un avion triréacteur.
En 1959, Lord Douglas, président de British European Airways (BEA), suggère que Boeing s'associe avec la de Havilland Aircraft Company (devenue plus tard Hawker Siddeley) pour que les deux avionneurs travaillent ensemble sur leurs programmes de triréacteurs, le 727 et le DH 121 Trident. Les deux conceptions sont semblables mais le 727 est bien plus grand. À cette époque, Boeing envisage d'utiliser le turboréacteur à double flux Allison AR963, version produite sous licence du Rolls-Royce RB163 Spey utilisé sur le Trident. Boeing et de Havilland envoient chacun des ingénieurs dans les bureaux de l'autre avionneur pour étudier et évaluer les projets ; toutefois Boeing décide finalement de mettre un terme à l'entreprise commune. Par la suite, de Havilland souhaite que Boeing produise sous licence le DH 121 ; l'avionneur de Seattle estime cependant que l'avion doit être conçu pour le marché américain, avec des rangées de six sièges et la capacité à utiliser des pistes de seulement 1 400 m de long.

### Conception
En septembre 1959, les études de conception sont presque achevées et seules la disposition des moteurs et celle de l'empennage reste à définir. Boeing opte pour des réacteurs montés à l'arrière, disposition similaire au Trident.
Le moteur central doit être placé dans le fuselage, tout à l'arrière et avoir son entrée d'air à la base de la dérive ; l'air circule ensuite le long d'une conduite en forme de S pour arriver au réacteur. L'installation des réacteurs à l'arrière, adoptée pour la première fois sur la Caravelle de Sud-Aviation, bien que cette dernière soit un biréacteur, présente plusieurs avantages parmi lesquels les entrées d'air des moteurs placées plus haut, ce qui limite le risque d'ingestion de débris ; l'absence des pylônes pour les nacelles permet de réduire la masse à vide de l'avion et d'augmenter d'autant sa capacité ; des inverseurs de poussée plus puissants peuvent être montés sans risque que leur souffle n'endommage les volets ; de plus, l'aile est « pure » et l'absence des réacteurs sous les ailes permet de diminuer la garde au sol de l'avion. Pour tester cette installation, l'avionneur modifie son 367-80, démonstrateur du 707 et du KC-135, en lui ajoutant un cinquième réacteur, à l'arrière, sur le côté gauche du fuselage,.
Le 727 reprend certains éléments du 707 dont le cockpit et le lobe supérieur du fuselage ; la largeur de la cabine reste ainsi identique et permet l'installation de rangées de six sièges,. La voilure a une flèche de 32° et un dièdre légèrement positif, inférieur à celui du 707. En raison de la disposition des réacteurs, l'avionneur opte pour un empennage en T avec une dérive à forte flèche, ce qui permet de placer l'empennage horizontal très en arrière afin d'accroître l'effet de levier ; en effet, l'installation des moteurs sur la queue de l'avion déplace son centre de gravité vers l'arrière obligeant ainsi à placer la voilure plus en arrière. Pour réduire les distances de décollage et d'atterrissage, le 727 est équipé de volets à triple fente et de becs de bord d'attaque ; l'importance de son dispositif d'hypersustentation lui vaut le surnom de « parachute volant ». Ces volets à triple fente sont testés en vol avec le 367-80, dont la voilure est modifiée.

### Premières commandes et mise en service
En 1960, alors que United Airlines et Eastern Air Lines sont intéressées par une alternative au RB163 Spey, le motoriste Pratt & Whitney cherche un client pour des études de développement de son nouveau turboréacteur à double flux JT8D, basé sur le J52 (JT8A) à simple flux. Une fois que le motoriste a accepté de poursuivre le développement du JT8D, le président d'Eastern Air Lines annonce à Boeing que sa compagnie a une préférence pour le JT8D comme moteur pour le 727. À l'origine, le JT8D ne fait pas partie des propositions de l'avionneur puisqu'il est plus lourd de 450 kg que le RB163, bien que beaucoup plus puissant ; le développement du RB163 est également plus avancé que celui du JT8D. Boeing, d'abord réticent, finit par proposer le JT8D en option sur le 727, avant qu'il ne devienne son unique motorisation. Le 5 décembre 1960, les compagnies Eastern Air Lines et United Airlines passent chacune commande pour 40 appareils, suivies par la Lufthansa qui achète 12 avions le 23 février suivant, devenant ainsi le premier client étranger du 727 ; American Airlines passe commande de 25 727 le 10 août.

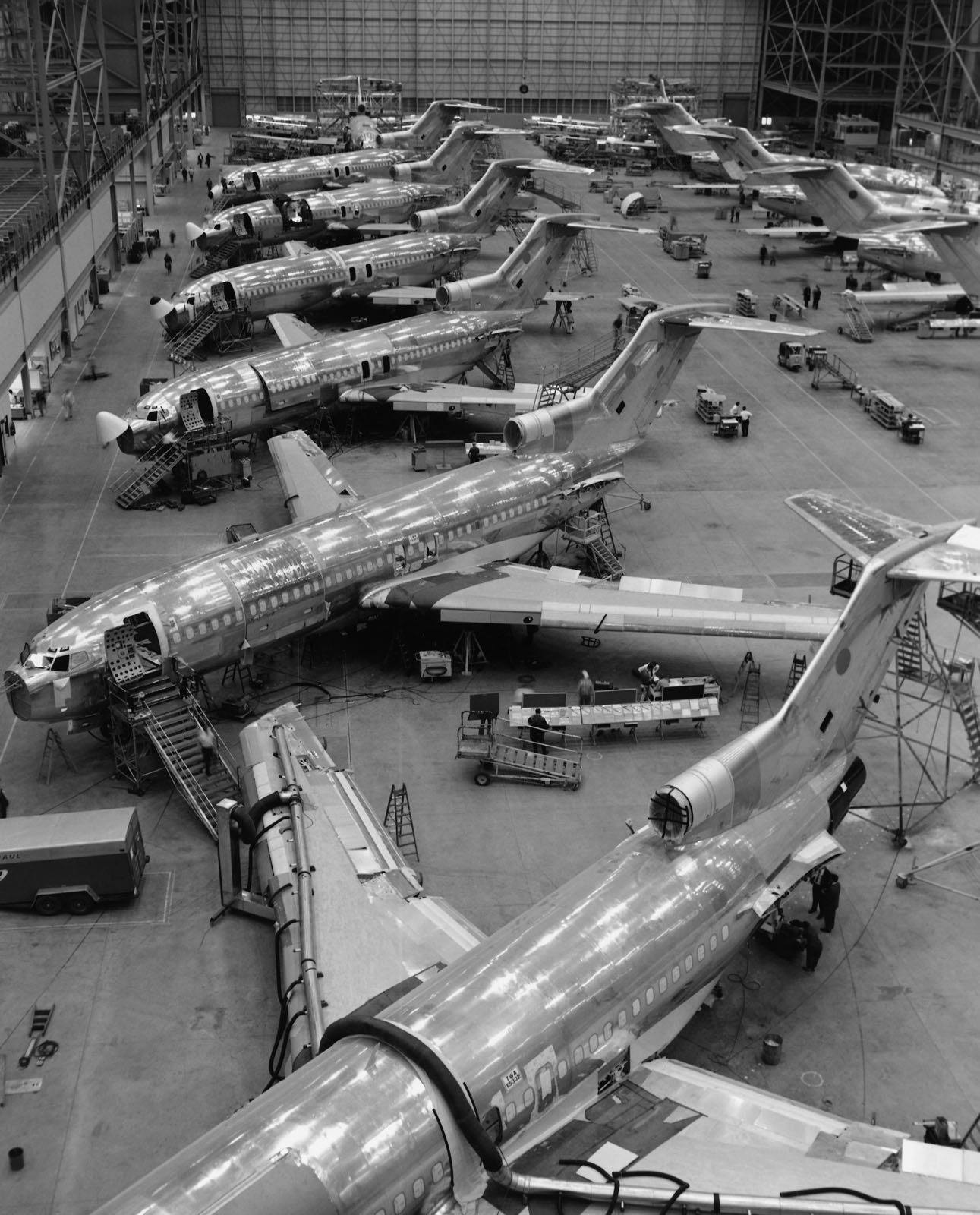
Assemblage de 727 dans l'usine Boeing de Renton.

Afin de réaliser des économies, Boeing préfère se passer de prototype, attaquant directement la production du 727 avec un appareil destiné à United Airlines (immatriculé N7001U) qui sera utilisé pour les essais avant d'être livré à la compagnie. Par ailleurs, deux cellules supplémentaires sont construites pour les essais de résistance structurelle et ceux de fatigue, essais rendus indispensables après les accidents du Comet survenus au début des années 1950. Le premier 727 sort d'usine le 5 février 1963 ; il porte une livrée jaune pâle avec des lisérés marron et la partie inférieure du fuselage laissée en métal nu.
Le premier vol de l'avion a lieu le 9 février. En générant une distorsion du flux d'air, la conduite d'air du réacteur central montre toutefois quelques problèmes ; l'installation de générateurs de vortex dans la première partie de la conduite permet d'y remédier.

### Dérivé rallongé
Par la suite, Boeing développe une version rallongée de son 727, qui peut emporter plus de passagers : le 727-200 ; son premier vol a lieu le 27 juillet 1967. Destiné comme le 727-100 aux itinéraires court et moyen-courriers, il remplace progressivement les avions de ligne plus anciens tels que les 707, en particulier la version 720, et les Douglas DC-8, de même que les avions à pistons vieillissants comme les DC-4, DC-6 et DC-7, ainsi que les Lockheed Constellation. Pendant plus d'une décennie, le 727 est produit chaque année en plus grand nombre que tout autre avion de ligne à réaction. La production s'arrête en 1984 avec 1 832 exemplaires construits ; 1 831 avions sont commandés et livrés, ce qui fait du 727 l'avion de ligne le plus fabriqué, jusqu'à ce que ce total d'avions livrés soit dépassé par le 737 au début des années 1990.

## Descriptif technique

### Vue d'ensemble

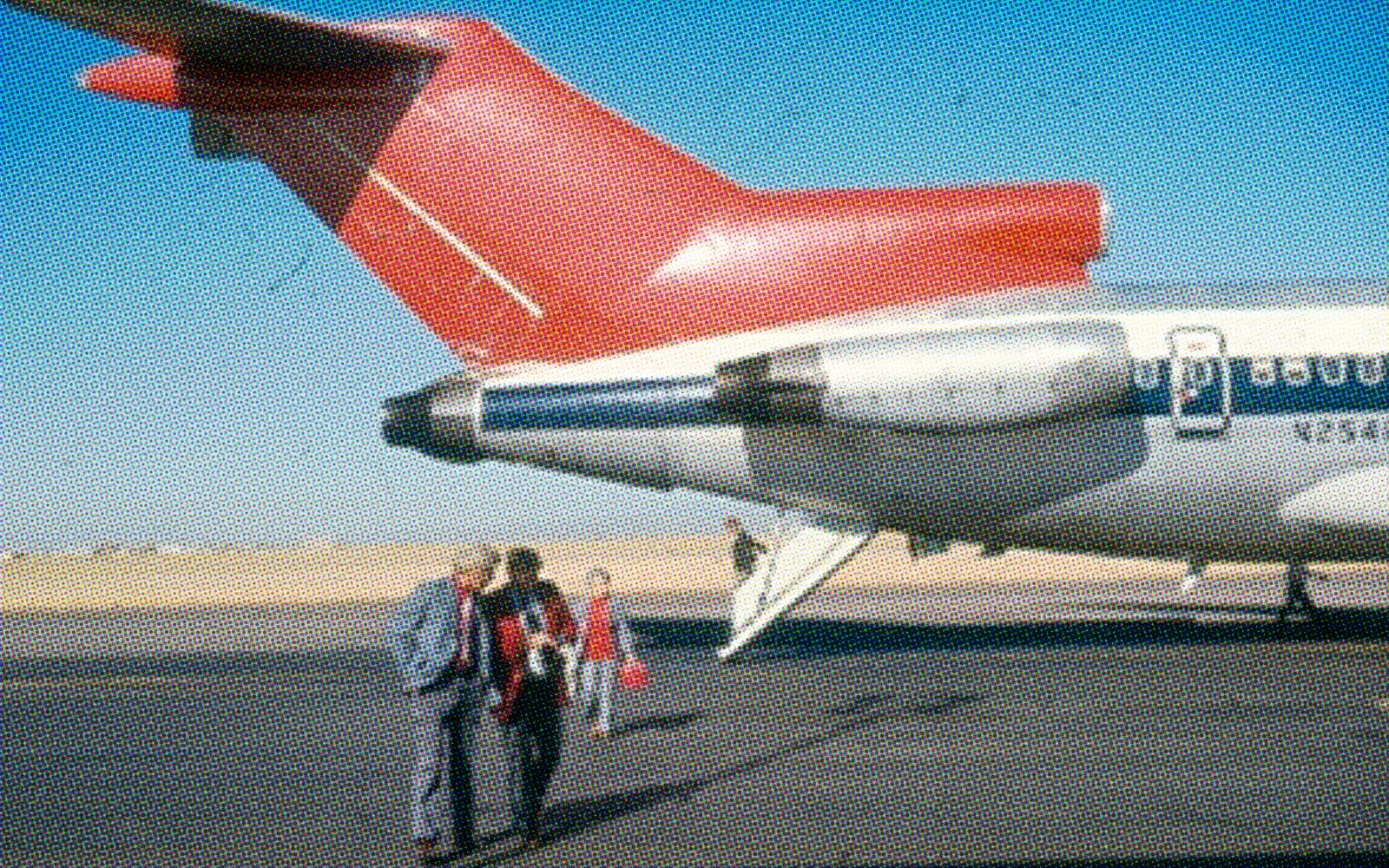
Arrière d'un Boeing 727 avec l'escalier escamotable sorti.

Le fuselage du 727 a un diamètre de 3,76 m, ce qui permet l'installation de rangées de six sièges avec un couloir central avec des sièges de 46 cm de large.
Le 727 est conçu pour les petits aéroports et doit donc s'affranchir des installations au sol. Pour satisfaire cette exigence, le 727 dispose, à l'arrière, d'une entrée dotée d'un escalier escamotable qui s'ouvre sous le fuselage ; ainsi, le 727 ne nécessite plus de passerelle d'embarquement. À l'origine, l'escalier peut être déployé en vol et le pirate de l'air D. B. Cooper s'en sert lorsqu'il saute en parachute depuis un 727 volant au-dessus du Nord-Ouest Pacifique le 24 novembre 1971 ; par la suite, Boeing modifie l'escalier en ajoutant une aile de Cooper, un verrou externe à commande aérodynamique, afin qu'il ne puisse plus s'ouvrir en vol. Une autre innovation est l'installation d'un groupe auxiliaire de puissance (APU) qui permet aux systèmes électriques et de conditionnement d'air de fonctionner indépendamment de l'alimentation depuis le sol et sans avoir besoin de faire tourner un des réacteurs. Une pompe électrique permet d'alimenter le circuit hydraulique. L'APU est monté dans le fuselage, entre les trains d'atterrissage principaux. Il n'est pas utilisable en vol. Afin de protéger le fuselage en cas de tailstrike, le 727 est équipé d'un patin de queue rétractable.

### Performances

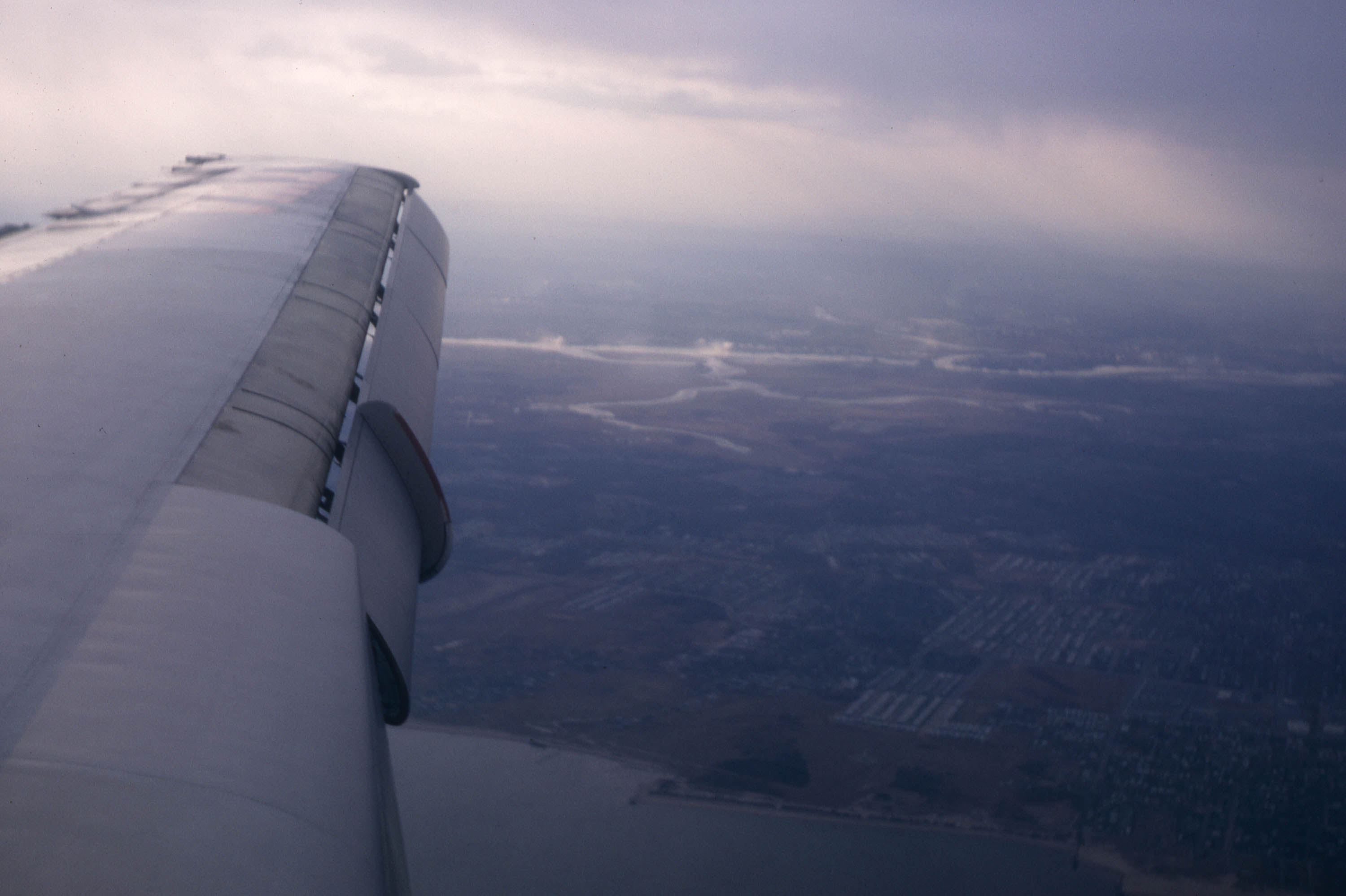
Déploiement des bords d'attaque.

L'une des caractéristiques de polyvalence du 727 est sa capacité à se poser sur des pistes très courtes, ce qui est rendu possible par le dessin de sa voilure. Comme les moteurs n'y sont pas attachés, les dispositifs hypersustentateurs de bord d'attaque et de bord de fuite peuvent s'étendre sur presque toute la longueur de l'aile. Les dispositifs du bord d'attaque sont des volets Krueger sur la partie intérieure et des becs sur la partie extérieure de l'aile ; sur le bord de fuite, ce sont des volets Fowler à triple fente. En option, le train d'atterrissage avant peut être équipé de freins, ce qui peut réduire la distance de freinage de 150 m.
Selon le Airliner World magazine, le Boeing 727 fut le premier avion à réaction commercial capable d’atterrir à l’aéroport international de La Paz, en Bolivie. L’altitude de l’aéroport — 4 061 m — rendait l’atterrissage impossible aux avions à réaction moins récents.
Le 27 avril 2012, une équipe scientifique a procédé à l'expérimentation de l'impact d'un Boeing 727 près de Mexicali, au Mexique.

## Versions
Le Boeing 727 est construit en deux versions, 727-100 et 727-200.

### Boeing 727-100

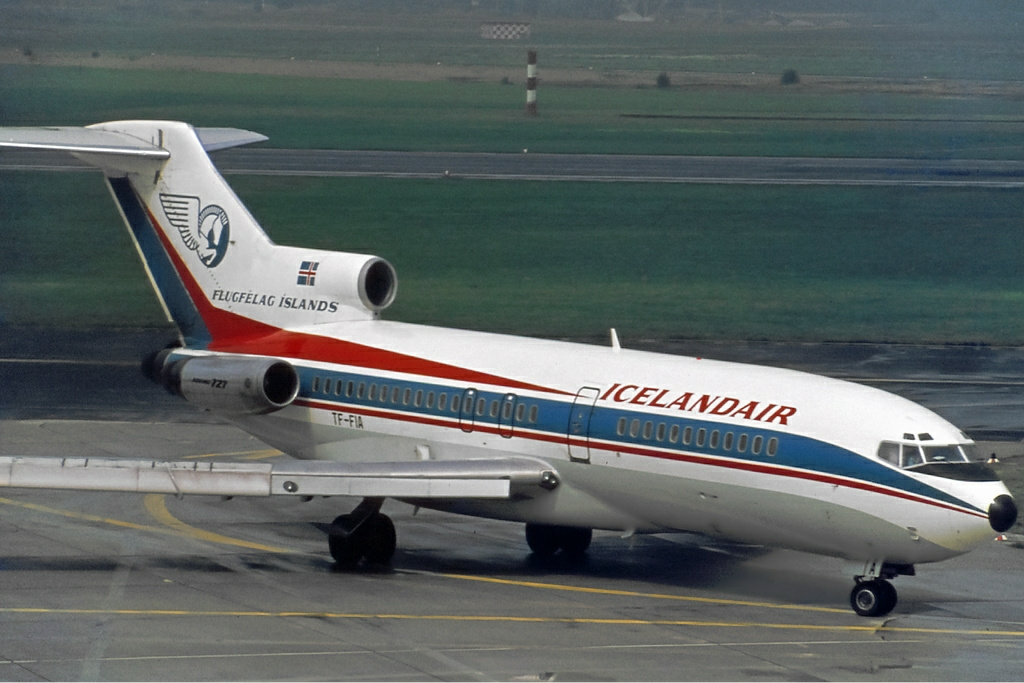
Boeing 727-100 d'Icelandair.
La version 100 est reconnaissable à son unique porte d'embarquement principale située au tiers de l'appareil.

Cette version mesure 40 mètres de long et 32 mètres d'envergure, sa vitesse de croisière est de 960 km/h mais peut monter jusqu'à 1 017 km/h. Au total, 407 Boeing 727-100 ont été vendus. Puis vient le Boeing 727-100C, qui est convertible en cargo et a été construit en 164 exemplaires.

### Boeing 727-200

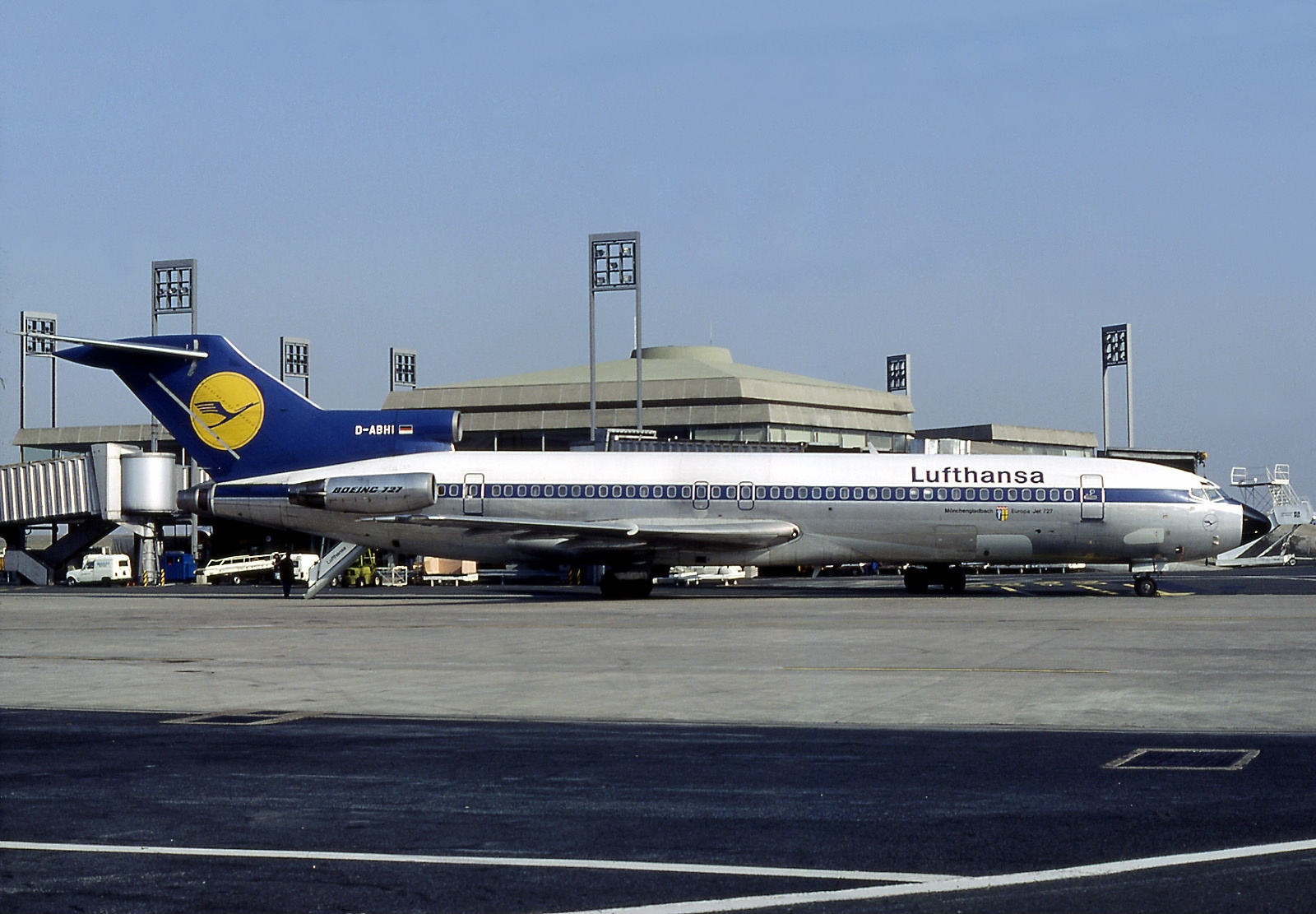
Boeing 727-200 de Lufthansa.
Les portes d'embarquement sont situées à l'avant et à l'arrière de l'appareil.

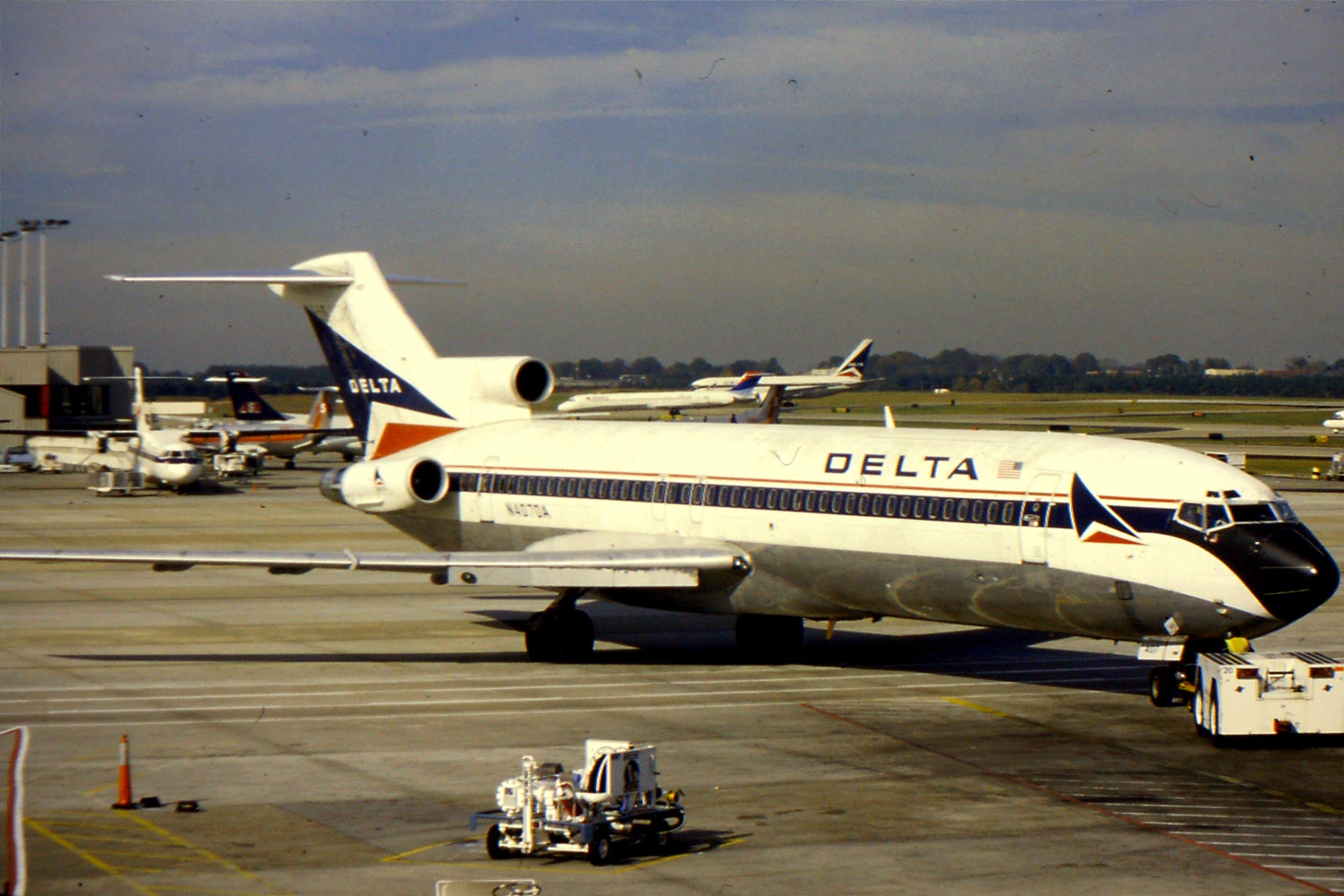
Un Boeing 727-200 de Delta Air Lines, avec l'ancienne livrée.

Cette version mesure 46 mètres de long, soit 6 mètres de plus que le Boeing 727-100. Son envergure est de 32 mètres. Sa vitesse de croisière est de 950 km/h, un peu moins que le Boeing 727-100. Il peut transporter jusqu'à 189 passagers, et a été produit à 1 245 exemplaires. Il existe aussi une version cargo de cette version, le Boeing 727-200F dont 15 appartiennent à Federal Express.
Douze avions de ligne Boeing 727-200 de la compagnie aérienne Mexicana - qui utilise un total de 51 entre 1970 et 2003 - peuvent utiliser des JATO.

## Utilisateurs et commandes

### Exploitation
Le titre d’avion le plus vendu de l'histoire a été ravi au 727 au début des années 1990 par son petit frère, le Boeing 737. Le nombre de production du 727, toutes versions confondues, totalise 1 832 exemplaires. Au cours de son exploitation, le 727 se montre fiable et polyvalent et est notamment utilisé par des compagnies aériennes nouvellement créées. Son succès est en particulier dû à sa capacité à utiliser des pistes plus petites, sur des aéroports peu équipés ; cette caractéristique permet aux compagnies d'emporter des passagers depuis des villes très peuplées, mais avec des aéroports plus petits, vers des destinations touristiques à travers le monde.
Au début des années 1960, Eastern Airlines et d'autres compagnies aériennes commencèrent à appeler leurs 727 Whisperjets (avions à réaction-murmure), parce que, prétendaient-elles, un passager assis à l'avant en première classe, ne pouvait entendre que le murmure des réacteurs installés à l'arrière. Cette caractéristique permettait également aux passagers de se parler tout bas. Avant les Caravelle et les 727, entendre quelqu'un murmurer à bord d'un avion à réaction n’était pas possible.

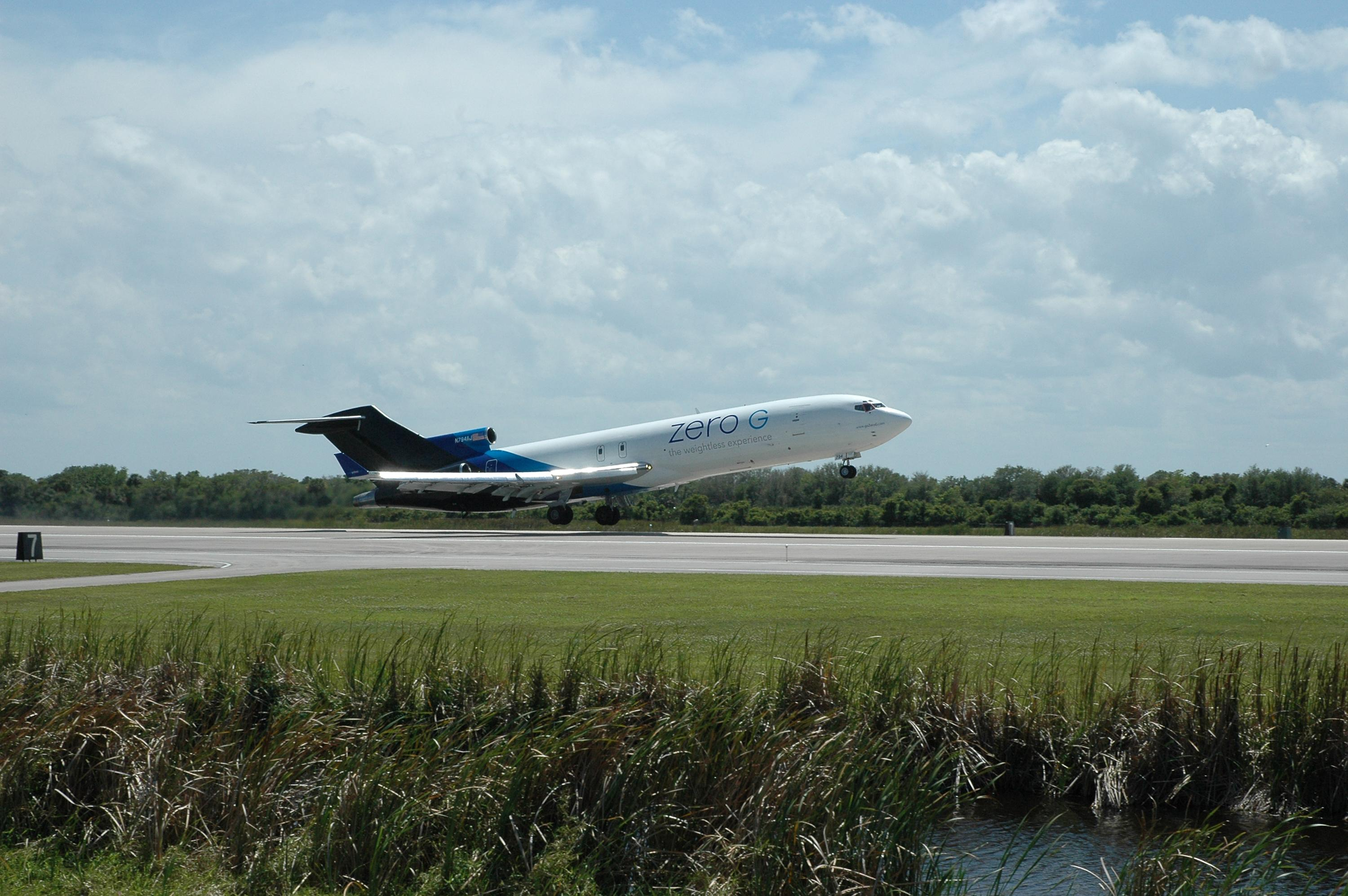
Le Boeing 727 utilisé par Zero Gravity Corp.

Le Boeing 727 a été utilisé par Zero Gravity Corporation, une société privée, qui a utilisé un Boeing 727 modifié pour vendre à ses clients un bref moment de micro-gravité, comparable à celui de Vomit Comet de la NASA de l'A300 Zéro-G du CNES et du Il-76K russe, qui sont utilisés pour l'entraînement des astronautes et cosmonautes.
À l'été 2000, le World Airliner Census, publié annuellement par Flight International, recense 1 184 appareils en exploitation dans le monde, répartis en 276 727-100 et 908 727-200. Les principaux utilisateurs sont FedEx (155, cargo), Delta Air Lines (102), United Airlines (75), UPS Airlines (53, cargo) et Northwest Airlines (34 dont trois en cargo). En juillet 2019, 2 727-100 et 38 727-200 sont toujours en service et le principal opérateur est Kalitta Charters avec cinq appareils dans sa flotte. Le 13 janvier 2019, le dernier en version passagers est retiré du service par une compagnie iranienne.

### Commandes et livraisons
| Année      | 1960 | 1961 | 1962 | 1963 | 1964 | 1965 | 1966 | 1967 | 1968 | 1969 | 1970 | 1971 | 1972 |
| ---------- | ---- | ---- | ---- | ---- | ---- | ---- | ---- | ---- | ---- | ---- | ---- | ---- | ---- |
| Commandes  | 119  | 80   | 37   | 10   | 20   | 83   | 187  | 149  | 125  | 66   | 64   | 48   | 26   |
| Livraisons | 0    | 0    | 0    | 6    | 95   | 111  | 135  | 155  | 160  | 114  | 55   | 33   | 41   |

| Année      | 1973 | 1974 | 1975 | 1976 | 1977 | 1978 | 1979 | 1980 | 1981 | 1982 | 1983 | 1984 | Total |
| ---------- | ---- | ---- | ---- | ---- | ---- | ---- | ---- | ---- | ---- | ---- | ---- | ---- | ----- |
| Commandes  | 92   | 88   | 50   | 113  | 133  | 125  | 98   | 68   | 38   | 11   | 1    | 0    | 1 831 |
| Livraisons | 92   | 91   | 91   | 61   | 67   | 118  | 136  | 131  | 94   | 26   | 11   | 8    | 1 831 |

Données de Boeing, juin 2016,.

## Caractéristiques par version
|                             | 727-100                                            | 727-200                                            |
| --------------------------- | -------------------------------------------------- | -------------------------------------------------- |
| Équipage                    | 3 : pilote, copilote, officier mécanicien navigant | 3 : pilote, copilote, officier mécanicien navigant |
| Passagers                   | Deux classes : 106 Classe unique : 125             | Deux classes : 134 Classe unique : 155             |
| Longueur                    | 40,59 m                                            | 46,68 m                                            |
| Envergure                   | 32,92 m                                            | 32,92 m                                            |
| Hauteur                     | 10,44 m                                            | 10,65 m                                            |
| Aire alaire                 | 153 m2                                             | 153 m2                                             |
| Masse à vide                | 45,36 t                                            | 45,36 t                                            |
| Masse maximale au décollage | 76,7 t                                             | 95,1 t                                             |
| Distance de décollage       | 2 500 m                                            | 3 100 m                                            |
| Distance d'atterrissage     | 1 463 m                                            | 1 585 m                                            |
| Vitesse de croisière        | 920 km/h (Mach 0,86)                               | 920 km/h (Mach 0,86)                               |
| Vitesse maximale            | 960 km/h (Mach 0,9)                                | 960 km/h (Mach 0,9)                                |
| Plafond opérationnel        | 11 000 m                                           | 11 000 m                                           |
| Autonomie                   | 4 170 km                                           | 4 720 km                                           |
| Kérosène                    | 29 069 L                                           | 40 060 L                                           |
| Motorisation ×3             | Pratt & Whitney JT8D-7, -15, -17                   | Pratt & Whitney JT8D-7, -15, -17                   |
| Poussée unitaire            | D7B : 62,3 kN D15 : 68,9 kN D17 : 71,2 kN          | D7B : 62,3 kN D15 : 68,9 kN D17 : 71,2 kN          |

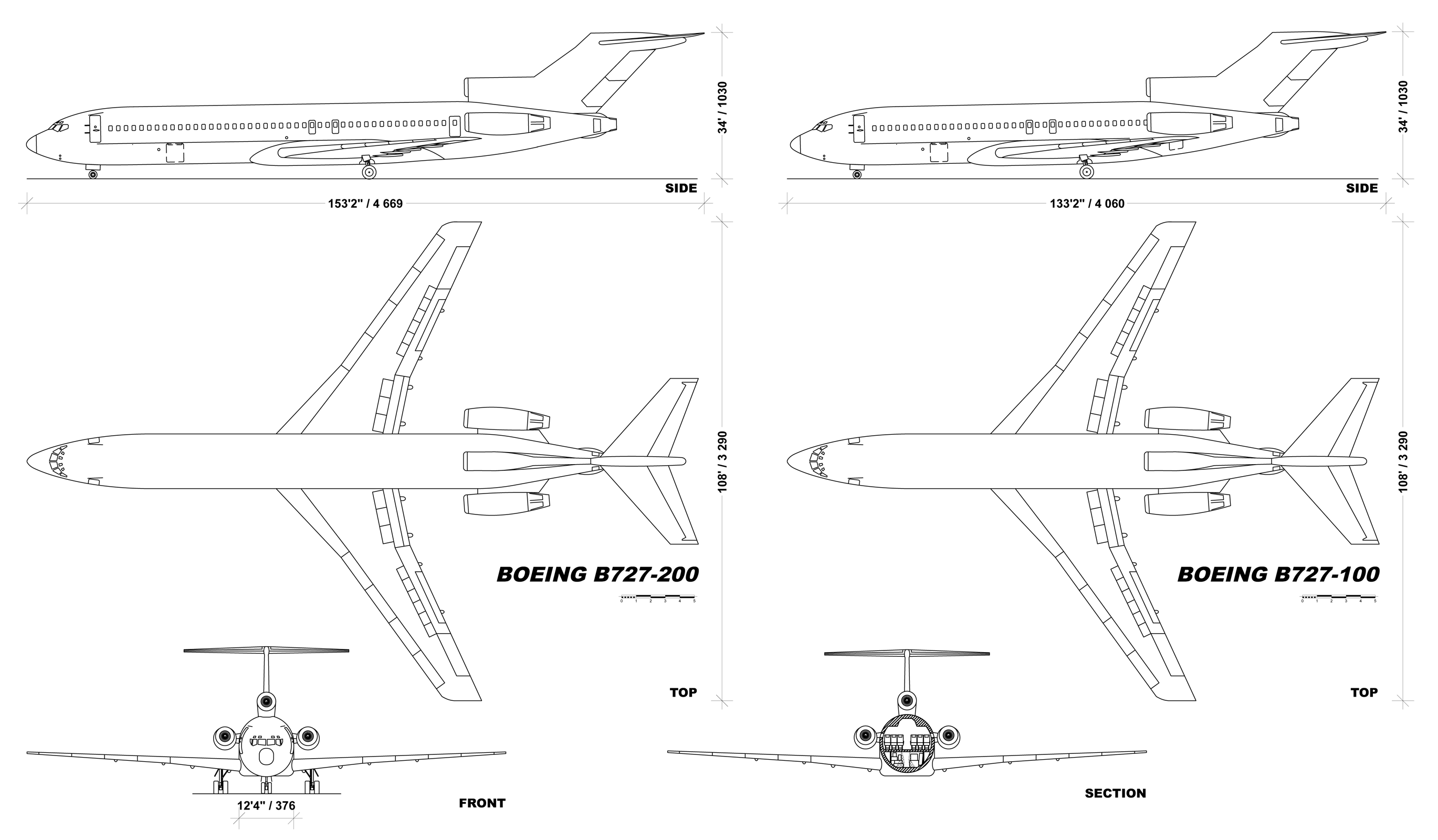
Planche architecturale comparative des Boeing 727-100 et 727-200

Sources : rapport de planification aéroportuaire du 727 et René Jacquet-Francillon.

## Incidents et accidents
- Le 16 août 1972, un Boeing 727 a été mitraillé dans le ciel par des F-5A pendant le Coup d'État des aviateurs contre le Roi du Maroc Hassan II, mais le pilote Colonel Mohamed Kabbaj — devenu général — a su manœuvrer les commandes de l'avion mitraillé en plein vol et a réussi difficilement à faire atterrir le Boeing 727 avec deux réacteurs sur trois en feu, et un seul train d'atterrissage. Malgré cet incident, le même Boeing 727 volera des années après[25].
- Le 15 septembre 1974, à la suite d’une tentative de détournement, un Boeing 727 effectuant le vol  706 d’Air Vietnam entre Da Nang et Saigon s’est écrasé à proximité de la base aérienne de Phan Rag, tuant les 75 personnes à bord[26].
- Le 19 novembre 1977, le Boeing 727 assurant le vol TP 425, un vol régulier reliant Bruxelles à Madère, via Lisbonne, est sorti de la piste de l'aéroport de Madère lors de l'atterrissage, avant de s'écraser sur la plage voisine et d'exploser à cause des mauvaise conditions métérologiques.
- Le 25 septembre 1978, le 727-214 du vol Pacific Southwest Airlines 182 en provenance de l'aéroport international de Sacramento percuta en plein vol un Cessna 172 piloté par un élève pilote provenant de Montgomery Field et s'accidenta sur North Park, dans l'agglomération de San Diego. L'accident fit 144 morts. C'est l'une des pires catastrophes aériennes de la compagnie Pacific Southwest Airlines, et aussi l'une des plus meurtrières de l'État de Californie.
- Le 15 novembre 1979, le Boeing 727-223 du vol 444 d'American Airlines est victime d'une tentative d'attentat à la bombe de l'Unabomber. Bien que le dispositif explosif n'ait pas fonctionné correctement, il contribua à introduire de la fumée dans la cabine (blessant légèrement douze passagers), forçant ainsi les pilotes à atterrir en urgence à l'aéroport international de Washington-Dulles.
- Le 19 février 1985, le 727-200 du vol Iberia 610, s'écrase lors de son approche sur Bilbao, après avoir percuté une antenne de télévision au sommet du mont Oiz. Les 141 passagers et 7 membres d'équipage à bord sont morts. L'accident est la catastrophe aérienne la plus meurtrière de l'histoire du Pays basque et de la péninsule ibérique.
- Le 31 août 1988, le vol Delta Air Lines 1141, à destination de Salt Lake City, s’écrase peu après son décollage de l’aéroport Dallas-Fort Worth dans une explosion de flammes. Sur les 108 passagers présents à bord, 94 personnes survivent et 14 meurent alors qu’elles tentent d’échapper aux flammes et à la fumée. Les pilotes avaient oublié d'activer les volets et l'alarme ne s'était pas déclenchée.
- Le 25 mai 2003, un 727 exploité précédemment par American Airlines a été volé à l'aéroport international de Luanda, en Angola. La plupart des services secrets estiment que l'avion est tombé aux mains de terroristes ou de trafiquants de drogue. Ben Charles Padilla, le mécanicien qui était à bord, n'a jamais été retrouvé[27].
- Le 25 décembre 2003 le Boeing 727-227 du vol GIH 141 Conakry-Cotonou-Beyrouth-Dubaï immatriculé 3X-GDO exploité par "Union des Transports Africains", s'écrase quelques secondes après son décollage de Cotonou faisant 151 victimes et 23 blessés graves. Juste après la rotation, l'avion peinant à décoller heurte un bâtiment technique situé environ 150 m après le seuil de piste puis finit sa course sur la plage et dans l'océan. Un chargement anarchique des soutes ainsi qu'un mauvais centrage sont à l'origine de l'accident.
- Le 1 février 2008, les pilotes du vol Lloyd Aéreo Boliviano 301, un Boeing 727-200 (immatriculé CP-2429), ont dû effectuer un atterrissage forcé dans une clairière près de Trinidad, faute de carburant. L'appareil, qui transportait 151 passagers et 5 membres d'équipage, effectuait un vol régulier entre La Paz et Cobija lorsqu'il a dû se dérouter vers Trinidad en raison des mauvaises conditions météorologiques, ne parvenant pas à parcourir la distance avec le carburant restant. Il n'y a eu aucun décès; l'appareil a été endommagé au-delà de toute réparation[28].
- Fin 2009, un Boeing 727 en provenance du Panama atterrit sur le sol malien, loin des aéroports, plus précisément, en plein désert. Une fois déchargé de sa cargaison en toute vraisemblance de la cocaïne, des hommes arrivés avec cinq puissants 4×4 récupèrent la marchandise et l'équipage, puis mettent le feu à l'engin[29]. Le Maroc ayant ouvert une enquête pourrait être impliqué dans cet incident, évidemment, le Mali ayant fait de même.
- Avril 2012, l'expérimentation de l'impact d'un Boeing 727 est effectuée au Mexique.
- Le 2 juin 2012, un avion cargo nigérian a manqué la piste à l'atterrissage à Accra, au Ghana, percutant un minibus et tuant sur le coup les dix occupants du véhicule. Les quatre membres d'équipage ont été légèrement blessés[30].
- Le 20 décembre 2016, un 727-200F immatriculé HK-4544 (version cargo) exploité par la compagnie Aerosucre s'est écrasé peu après son décollage de Puerto Carreño en Colombie à 17 h 23 heure locale, soit trois minutes après son décollage. L'accident a tué cinq des six membres d'équipage[31].

### Ouvrages
- René Jacquet-Francillon, Du Comet à l'A380 : Histoire des avions de ligne à réaction, Clichy, Éditions Larivière, coll. « Docavia » (no 53), mai 2005, 448 p., 32 × 25 cm (ISBN 2-84890-047-4, présentation en ligne).
- (en) Boeing Commercial Airplanes Company, 727 Airplane Characteristics : Airport Planning [« Rapport de planification aéroportuaire du Boeing 727 »], avril 1985, 162 p. (lire en ligne [PDF]).

### Articles
- (en) William S. Reed, « Boeing Reveals Final 727 Design Details », Aviation Week, New York (États-Unis), McGraw-Hill, vol. 74, no 10,‎ 6 mars 1961, p. 60-61, 63 & 65 (ISSN 0005-2175, lire en ligne, consulté le 10 février 2023).
- (en) C. M. Plattner, « 727 Program Entering Production Phase at Boeing Plant », Aviation Week, New York (États-Unis), McGraw-Hill, vol. 79, no 19,‎ 4 novembre 1963, p. 50-55,59, 63 & 65 (ISSN 0005-2175, lire en ligne, consulté le 18 février 2023).
- (en) Alastair Pugh, « Boeing's Trimotor : Background to the Development of the 727 », Flight International, Londres (Royaume-Uni), Dorset House, vol. 78, no 2703,‎ 30 décembre 1960, p. 1010-1012 (ISSN 0015-3710, lire en ligne, consulté le 6 janvier 2019).
- (en) W. T. Gunston, « Boeing 727 : A Carrefully Optimized Short-Haul Jet » [« Boeing 727 : un jet court-courrier prudemment optimisé »], Flight International, Londres (Royaume-Uni), Dorset House, vol. 83, no 2826,‎ 9 mai 1963, p. 675-688 (ISSN 0015-3710).